# Эберт, Вильгельм
Карл Альберт Вильгельм Эберт (нем. Karl Albert Wilhelm Ebert; 18 августа 1904, Вольмирштедт, Германская империя — 1 апреля 1995, Дормаген, Германия) — унтерштурмфюрер СС, служащий зондеркоманды 4b в составе айнзацгруппы C.

## Биография
Вильгельм Эберт родился 18 августа 1904 года в семье рабочего Вильгельма Эберта и его жены Гермины. Посещал народную школу, после чего выучился на механика, сдав в 1922 году экзамен на звание подмастерья. До 1925 года работал по специальности. 1 апреля 1925 года поступил на службу в полицию в Анхальте. 1 июля 1936 года был переведён в политическую полицию земли Анхальт. 31 марта 1937 года подал заявление на поступление в уголовную полицию и получил должность в государственной полиции в Дессау. 1 мая 1937 года вступил в НСДАП (билет № 6042771).
В январе 1940 года был переведён в отделение гестапо в Брюнне, где был задействован в борьбе с движением сопротивления. Перед началом войны с СССР был направлен в школу пограничной полиции в Бад-Шмидеберге, где присоединился к зондеркоманде 4b в составе айнзацгруппы C. В Кировограде руководил расстрелами и сам убивал пленных. С 23 августа по 5 сентября 1941 года зондеркоманда уничтожила 519 пленных, включая 435 евреев. В Полтаве по приказу командира Фрица Брауне Эберт доставил к месту казни и расстрелял 600 пациентов психиатрического учреждения. Осенью 1942 года вернулся на родину и проходил курс в кинологической школе в Грюнхайде. В конце 1942 года был отправлен в Киев, где до начала 1943 года возглавлял отделение уголовной полиции, состоящее из украинских добровольцев. Незадолго до окончания войны Эберт вернулся в Дессау, где служил в отделении гестапо, но позже добровольно записался в ряды вермахта.
7 мая 1945 года попал в американский плен, из которого был освобождён в июле 1945 года. В Вальтропе работал в сельском хозяйстве и занимался горным делом. В 1952 году безуспешно пытался поступить в управление федерального ведомство уголовной полиции в Гамбурге. 1 июля 1955 года был принят в окружное полицейское управление в Реклингхаузене, не предоставив никаких сведений о своём участии в военных преступлениях. 20 марта 1963 года был арестован. На следующую ночь предпринял попытку самоубийства. В 1964 году был выпущен из следственного изолятора и нашел работу в компании по производству нефтехимических продуктов. 12 января 1973 года земельным судом Дюссельдорфа за пособничество в убийстве 603 человек был приговорён к 5 годам тюремного заключения. 1 апреля 1976 года федеральный верховный суд ФРГ утвердил приговор, и он вступил в законную силу. 5 мая 1977 года дальнейшее отбывание наказание по состоянию здоровья было прекращено.